# تنها گلوله ای برای کوبایی ها
تنها گلوله ای برای کوبایی ها (که معمولاً از آن با نام نوار بنفش نیز یاد می شود) (انگلیسی: Only Built 4 Cuban Linx...) اولین جٌنگ استودیویی رپر آمریکایی و عضو گروه وو-تنگ کلن رکوان است که در ۱ اوت ۱۹۹۵ توسط لود رکوردز و آر سی ای رکوردز منتشر شد.  آهنگسازی این جنگ به مانند یک فیلم به رشته کشیده شده است و رکوان به عنوان ستاره آن فیلم است. عضو درگ وو-تنگ، گوست فیس کیلا به عنوان رپکن مهمان در این جنگ حضور دارد. تهیه کننده و آهنگساز این اثر رزا است.  تمام اعضای وو-تنگ کلن در این جنگ حضور دارند. تنها گلوله ای برای کوبایی ها همچنین شاهد اولین حضور دو رپکن نیویورکی کاپادونا و بلورزبری نیز هست. رپکن معروف نیویورکی ناز ورسی را در این جنگ اجرا می کند که از آن بیشتر به عنوان یکی از بهترین ورس های تاریخ هیپ هاپ یاد می شود. این نخستین همکاری وو-تنگ با یک هنرمند به غیر از اعضای وو-تنگ نیز بود.